# ایشو عیاب بن ملکون
یوسف بن ملکون نام‌گردانیده به ایشو عیاب (؟ - ۱۲۵۶م) اسقف نسطوری و نویسنده عربی عراقی در سدهٔ سیزدهم میلادی/هفتم هجری بود. از آثار او: الأمانة آلتی یعتقدها السریانیون المشارقه، تفسیر الأمانة الکبیرة آلتی اجمع علی عقدها الثلثمائة و الثمانیة عشر أباً، فرائد الفوائد فی أصول الدین و القواعد، البرهان علی صحیح الإیمان. 